# Salvator Rosa
Salvator Rosa (ur. 20 czerwca lub 21 lipca 1615 w Neapolu, zm. 15 marca 1673 w Rzymie) – włoski malarz, rytownik, poeta, satyryk i kompozytor barokowy.
Studiował w Neapolu, gdzie znalazł się pod wpływem hiszpańskiego realisty Jusepe de Ribery. Działał także w Rzymie i Florencji, ciesząc się patronatem kardynała Carlo de’ Medici. Znany jest głównie jako autor scen rodzajowych z pustelnikami i włóczęgami na tle dzikich, romantycznych krajobrazów, malował sceny batalistyczne i marynistyczne, poruszał też tematykę wanitywną. Był zdolnym grawerem i rysownikiem, na jego twórczość plastyczną wpływ mieli caravaggioniści włoscy.
Salvator Rosa był również autorem kilku tomów zjadliwych satyr, a ponieważ zwykle pisał o ludziach znanych i możnych, jego twórczość przysporzyła mu wielu wrogów; m.in. skrytykował znanego architekta i rzeźbiarza Giovanniego Lorenzo Berniniego, który poprzysiągł mu zemstę. Artysta skupiał swoją krytykę na ludzkich wadach, szczególnie ekscesach, pysze i zepsutej moralności królów i szlachty.
Rosa uważany jest za prekursora romantyzmu w malarstwie, przez stulecia przylgnęła do niego opinia buntownika i rewolucjonisty. Jego życie i twórczość były inspiracją dla innych artystów m.in. Ernst Theodor Amadeus Hoffmann w 1819 poświęcił mu nowelę Signor Formica, a Antônio Carlos Gomes w 1874 napisał na jego temat operę Salvator Rosa. W 1846 Cesare Pugni skomponował muzykę do baletu Catarina or La Fille du Bandit; libretto oparto na niepewnym i niepotwierdzonym incydencie z młodości Rosy, który miał wówczas zadawać się z bandytami. W 1939 powstał włoski film kostiumowy Przygoda Salvatora Rosy w reżyserii Alessandro Blasettiego.
Również polscy artyści znali twórczość Salvatora Rosy, m.in. Cyprian Kamil Norwid w wierszu Spółcześni pisał Poeta-malarz-sztycharz-Rewolucjonista, Salwator Rosa!..., a Czesław Miłosz poświęcił mu wiersz O! Salvator Rosa (1615-1673), Pejzaż z postaciami.